# Siegfried Dallmann

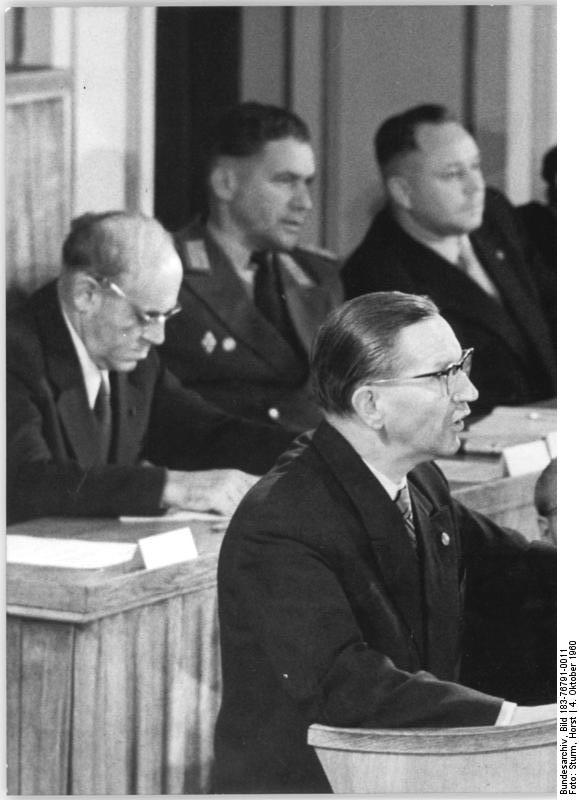
Dallmann 1960 in der Volkskammer

Siegfried Dallmann (* 9. Februar 1915 in Rörchen, Kreis Naugard; † 29. Juli 1994) war von 1950 bis 1952 Finanzminister des Landes Brandenburg sowie als NDPD-Funktionär langjähriger Fraktionsvorsitzender seiner Partei in der Volkskammer.

## Leben
Geboren als Pfarrerssohn in Pommern, begann Dallmann 1933 nach dem Besuch der Volksschule und des Gymnasiums in Gollnow ein Studium der Rechts- und Wirtschaftswissenschaften zunächst an der Universität Greifswald. Er wechselte einige Zeit später nach Köln und beendete schließlich sein Studium in Jena. Während seines Studiums trat Dallmann zum 1. November 1934 in die NSDAP ein (Mitgliedsnummer 2.910.766) und war auch Mitglied der SA. Nach dem Ende seines Studiums wurde er im Dezember 1939 zum kommissarischen Gaustudentenführer von Thüringen ernannt.

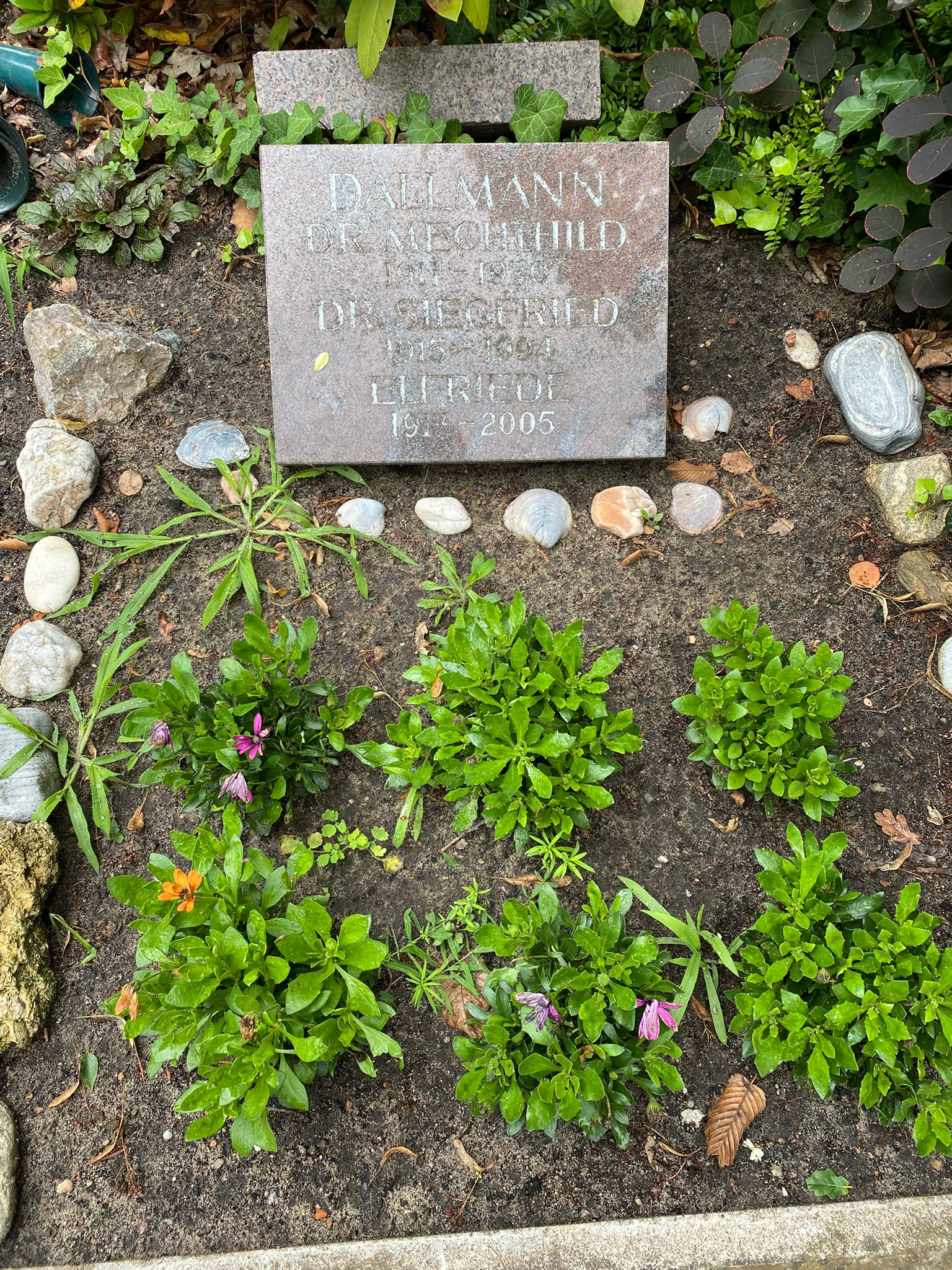
Grabstätte auf dem Friedhof Baumschulenweg

1938 legte Dallmann sein Erstes Juristisches Staatsexamen ab. Bis 1940 wirkte er als Referendar sowie Assistent an der  Universität Jena. 1940 wurde Dallmann zur Wehrmacht eingezogen, bei der er 1943 in sowjetische Kriegsgefangenschaft geriet. Er besuchte die Zentrale Antifa-Schule in Krasnogorsk, bei der er später als Assistent tätig war, und wurde Mitarbeiter des NKFD.
1948 kehrte Dallmann nach Deutschland in die Sowjetische Besatzungszone zurück. Er wurde zunächst Mitarbeiter im Wirtschaftsministerium des Landes Sachsen-Anhalt. Dallmann nahm an der Gründungsversammlung der NDPD 1948 teil und wurde sofort in den Parteivorstand gewählt, dessen Mitglied er bis 1990 blieb. 1950 wurde Dallmann in den Landtag des Landes Brandenburg gewählt und am 29. November 1950 zum Finanzminister der Landesregierung Brandenburg (Kabinett Jahn II) ernannt, welcher er bis zur Auflösung der Landesregierung angehörte. Gleichzeitig saß Dallmann mit Beginn der ersten Wahlperiode 1950 bis zum März 1990 als Abgeordneter in der Volkskammer. Von 1967 bis 1986 bekleidete er dabei das Amt des Fraktionsvorsitzenden der NDPD-Fraktion in der Volkskammer. 1987 ging Dallmann in den Ruhestand, blieb aber bis zum November 1989 ehrenamtliches Mitglied des Präsidiums des Hauptausschusses der NDPD. Durch den kooperativen Beitritt seiner Partei zum Bund Freier Demokraten im März 1990 wurde Dallmann wenig später für einige Zeit Mitglied der FDP.
Siegfried Dallmann wurde 1970 mit dem Vaterländischen Verdienstorden (VVO) in Gold, 1975 mit der Ehrenspange zum VVO in Gold sowie 1980 mit dem Stern der Völkerfreundschaft in Gold geehrt.
Seine letzte Ruhestätte erhielt Siegfried Dallmann auf dem Friedhof Baumschulenweg (Neuer Teil). 